# Антонівецька республіка
Антоніве́цька респу́бліка (весна 1943 — весна 1944) — повстанська республіка на Волині, унікальна форма державності, що утворилася на визволеній загонами УПА території генеральної воєнної округи УПА-Південь у Кременецько-Дубенських лісах, під контролем республіки перебувало 30 навколишніх сіл. Адміністративний центр — село Антонівці.

## Історичні передумови
Проголошений 30 червня 1941 року Акт відновлення Української Держави та Декрет про створення Українського уряду на чолі з Ярославом Стецьком викликали сильний спротив з боку керівництва гітлерівської Німеччини. 
5 липня 1941 року було заарештовано та ув'язнено Степана Бандеру, а 9 липня був також заарештований Ярослав Стецько. Також було ліквідовано батальйони українських націоналістів «Роланд» і «Нахтігаль», на базі яких планувалось створити Українські збройні сили. 
25 листопада 1941 року у Львові було розстріляно міністра Андрія П'ясецького та 28 патріотів ОУН із уряду Ярослава Стецька. Така ж доля спіткала інших чільних активістів ОУН, зокрема Олену Телігу, Олега Ольжича, Івана Рогача та інших. Поступово розпочалося переслідування та утиски окремих представників українського руху, що змусило ОУН (б) перейти у підпілля, а також поклало початок формування загонів самооборони. Центр національно-визвольної боротьби тимчасово переходить на Волинь. Тут, 14 жовтня 1942 року, на базі добровільних загонів самооборони, створюється Українська повстанська армія, яка за рішенням Проводу ОУН, розгорнула боротьбу на два фронти проти німецьких окупаційних сил та комуно-більшовицьких партизанів під девізом: «Здобудеш українську державу, або загинеш в боротьбі за неї».

## Історія

### Створення республіки
У березні-квітні 1943 року між УПА та німецькою окупаційною адміністрацією розпочалася відкрита боротьба. Військові підрозділи ОУН (б) атакували німецькі гарнізони в містах Степані, Висоцьку, Дубровиці, Людвиполі (28 березня), Деражному, Олиці (27 березня), Цумані, Горохові (2 квітня), Острозі, Шумську, Крем'янці, Мізочі, Вербі тощо.
Результатом нападів став тимчасовий перехід цих населених пунктів під контроль повстанців, захоплення зброї, продовольства та боєприпасів, конче потрібних в умовах чисельного зростання УПА, звільнення в'язнів із тюрем і таборів.
Формування Антоновецької держави почалося з появою восени 1942 року на Кременеччині першої сотні УПА під командуванням Івана Климишина (псевдо Крук). У другій половині березня кременецький поліціант Мазниця перейняв телефонограму до німецької жандармерії в Кременці: «Ненадійний елемент роззброїти й арештувати». 
В ніч з 21 на 22 березня частина кременецької поліції забрали з магазину решту зброї та амуніції й відійшли в ліс. 45 чоловіків затрималися коло села Людвищ, у лісі, званому Купівець. Згодом відділ перейшов в угорський район, а звідти, під командою Вихора, в лісничівку, неподалік від Антонівців. Комендантом табору призначено Миколу Недзведського — «Хрона».

### Діяльність
Антонівецька республіка розглядалася місцевим населенням як «держава в державі» й уособлювала українську владу, яка спроможна їх захистити. До неї входило 17 куренів і  майже 13 тиc. повстанців . Як зазначає Г. Стародубець, «наявність таких „острівців української влади“ вселяла віру в непереможність повстанської армії, підтримувала його моральний дух».
Окупаційна німецька влада часто не насмілювалася йти з нею на конфлікт. 
Ситуація для кардинально змінилася з приходом радянських військ навесні 1944 року, коли 22—25 квітня у Гурбенських лісах відбулася великий бій між УПА і Внутрішніми військами НКВС, яким допомагали фронтові частини Червоної армії. Українських повстанців було близько 5000, з яких — біля 1 500 мобілізованих селян, а 3 500 — вояків регулярних бойових відділів УПА. Сили військ НКВС та армійських підрозділів були значно чисельніші — 35 тис. солдатів. Бій під Гурбами був найбільшим в історії УПА. Кількість загиблих військових і цивільних осіб точно не встановлена.

### Ліквідація республіки
У квітні органи НКВС знищили Антонівці, зорали там землю й посадили ліс. Найнепокірніших мешканців депортували до Сибіру, а 177 родин вивезли до сіл Розділ (зараз Роздол) та Привітне Запорізької області, інших розсіяли по Шумському та Лановецькому районах Тернопілля.
Ліквідація Антонівецької республіки значно послабила повстанський рух в південному регіоні Волині, але не означала його повного розгрому. Цьому сприяли, з одного боку, географічні умови - наявність лісових масивів, ярів, хутірська система у багатьох селах, добре замасковані і завчасно підготовлені землянки, а з іншого, суб’єктивні чинники - допомога з боку куркульства, тобто заможного селянства.
У 1952 році вийшов указ президії Верховної Ради УРСР про ліквідацію с. Антонівці у зв'язку з переселенням мешканців у Михайлівський район Запорізької області.

## Пам'ять
На місці дислокації штабу УПА «Волинь-Південь» у 1992 році створили музей. Він розташований неподалік місця найбільшого бою УПА проти НКВС. 
Із 2003 року і до початку карантину, пов'язаного з поширенням епідемії коронавірусної інфекції, щороку у лісовому масиві площею 20 км2 між с. Антонівці на Тернопільщині та с. Смига на Рівненщині патріотична молодь проводила теренову гру «Гурби Антонівці». У такий спосіб молоді патріоти віддають шану подвигу упівців, які у 1944 році змогли вийти саме у цій місцевості з оточення НКВС.